# Jacob Rosenberg
Jacob Rosenberg (født 15. august 1964) er en dansk læge, forfatter og politiker.
Rosenberg blev uddannet læge fra Københavns Universitet i 1991 og fik dr.med.-graden sammesteds i 1994.
Han blev professor ved universitetet i 2003.
Rosenberg er tilknyttet Herlev Hospital ved Afdeling for Mave-, Tarm- og Leversygdomme.
Rosenberg har udgivet over 500 videnskabelige arbejder.
Hans mest citerede arbejder er omkring laparoskopi.
I 2021 udgav han debatbogen Destruktiv Digitalisering med kritik af Sundhedsplatformen.
Ved Regionsrådsvalget 2017 blev Rosenberg valgt ind i regionsrådet for Region Hovedstaden for Liberal Alliance, men skiftede i 2019 til Det konservative Folkeparti.